# Julie Strain
Julie Strain (Concord, 18 febbraio 1962 – 11 gennaio 2021) è stata un'attrice e modella statunitense.

## Biografia
Da ragazza fu atleta sportiva nel Diablo Valley Institute, ma un violento incidente a cavallo le provocò forti attacchi di amnesia retrograda. Cambiò residenza molte volte, da Las Vegas fino a San Francisco. In questa città iniziò la carriera di attrice e diventò la "regina dei B-movie". Divenne nota come attrice in numerosi film di serie B (più di 100), di contenuto prevalentemente erotico. Fu anche modella di "Penthouse" e "Playboy".
Julie Strain si sposò con Kevin Eastman, co-creatore delle tartarughe ninja e direttore della rivista a fumetti per adulti "Heavy Metal"; grazie a lui apparve anche a fumetti e disegnata sulla rivista omonima, poi a cartoni animati nel film Heavy Metal 2000 e come videogioco 3-D in Heavy Metal: F.A.K.K.².
Nel 2009 annunciò il suo ritiro dalle scene e nel luglio 2018 viene annunciato dal fidanzato Dave Geam che l'attrice 56enne soffriva di una grave forma di demenza, necessitando di assistenza domestica, condizione causata anche dal danno cerebrale subito in gioventù.
Nel gennaio 2020 si diffonde una fake news sulla sua morte, successivamente smentita. L'11 gennaio 2021 muore, all'età di 59 anni.

## Filmografia

### Cinema
- Carnal Crimes, regia di Gregory Dark (1991)
- Double Impact - Vendetta finale, regia di Sheldon Lettich (1991)
- Giustizia a tutti i costi, regia di John Flynn (1991)
- Kuffs (Poliziotto in blue jeans), regia di Bruce Anslie Evans (1991)
- Night Visions, regia di Nicholas Mariolis (1991)
- The Unnamable II: The Statement of Randolph Carter, regia di Jean-Paul Ouellette (1992)
- Night Rhythms, regia di Gregory Dark (1992)
- Sunset Heat, regia di John Nicolella (1992)
- Love Is Like That, regia di Jill Goldman (1992)
- Witchcraft IV: The Virgin Heart, regia di James Merendino (1992)
- Doppia immagine, regia di Gregory Dark (1992)
- Ambitious Desires, regia di Charles Grey (1992)
- Soulmates, regia di Thunder Levin (1992)
- Teasers, regia di Elroy William (1993)
- Psycho Cop 2, regia di Adam Rifkin (1993)
- Fit to Kill, regia di Andy Sidaris (1993)
- Love Bites, regia di Malcolm Marmorstein (1993)
- Enemy Gold, regia di Christian Drew Sidaris (1993)
- Bikini Squad, regia di Valerie Breiman (1993)
- The Dallas Connection, regia di Christian Drew Sidaris (1994)
- The Mosaic Project, regia di John Sjogren (1994)
- Beverly Hills Cop III - Un piedipiatti a Beverly Hills III, regia di John Landis (1994)
- Una pallottola spuntata 33⅓ - L'insulto finale, regia di Peter Segal (1994)
- Future Shock (1994)
- The Devil's Pet, regia di Donald G. Jackson (1994)
- Play Time, regia di Dale Trevillion (1994)
- Red Line, regia di John Sjogren (1995)
- Virtual Desire, regia di Jim Wynorski (1995)
- Midnight Confessions, regia di Allan Shustak (1995)
- Codice segreto desiderio (Victim of Desire), regia di Jim Wynorski (1995)
- Sorceress, regia di Jim Wynorski (1995)
- Starstruck, regia di David Steiner (1995)
- Takin' It Off Out West, regia di Ed Hansen (1995)
- Married People, Single Sex II: For Better or Worse, regia di Mike Sedan (1995)
- Big Sister 2000, regia di Donald G. Jackson (1995)
- Blonde Heaven, regia di David DeCoteau (1996)
- Hollywood: The Movie, regia di Joseph Allen (1996)
- Squanderers, regia di John Sjogren (1996)
- Day of the Warrior, regia di Andy Sidaris (1996)
- Lethal Seduction, regia di Fred P. Watkins (1997)
- Dark Secrets, regia di John T. Bone (1997)
- Guns of El Chupacabra, regia di Donald G. Jackson (1997)
- Bikini Hotel, regia di Jeff Frey (1997)
- Busted, regia di Corey Feldman (1997)
- Hollywood Cops, regia di Scott Shaw (1997)
- The Last Road, regia di Clark Brandon (1997)
- St. Patrick's Day, regia di Hope Perello (1997)
- Bimbo Movie Bash, regia di Mike Mendez e Dave Parker (1997)
- Crimes of the Chupacabra, regia di Donald G. Jackson (1998)
- Masseuse 3, regia di Gary Graver (1998)
- Havasu Heat, regia di Gary C. Toberty (1998)
- Lingerie Kickboxer, regia di Donald G. Jackson (1998)
- L.E.T.H.A.L. Ladies: Return to Savage Beach, regia di Andy Sidaris (1998)
- Armageddon Boulevard, regia di Donald G. Jackson (1998)
- Sorceress II: The Temptress, regia di Richard Styles (1999)
- Bloodthirsty, regia di Jeff Frey (1999)
- Ride with the Devil, regia di Donald G. Jackson (1999)
- Wasteland Justice, regia di Mike Tristano (1999)
- The Escort III, regia di Jim Wynorski (1999)
- Vampire Child, regia di Julie Strain (1999)
- Citizen Toxie: The Toxic Avenger IV, regia di Lloyd Kaufman (2000)
- The Bare Wench Project, regia di Jim Wynorski (2000)
- The Rowdy Girls, regia di Steven Nevius (2000)
- Heavy Metal 2000, regia di Michael Coldewey (2000)
- The Independent, regia di Stephen Kessler (2000)
- Il mostro oltre lo schermo, regia di George Huang (2001)
- BattleQueen 2020, regia di Daniel D'Or (2001)
- Sex Court: The Movie, regia di John Quinn (2001)
- The Bare Wench Project 2: Scared Topless, regia di Jim Wynorski (2001)
- Purgatory Blues, regia di John Bacchus (2001)
- Bleed, regia di Devin Hamilton e Dennis Petersen (2002)
- Serialkiller.com, regia di Nico Mastorakis (2002)
- Planet of the Erotic Ape, regia di Lou Vockell (2002)
- Smoke Pot Till You Fucking Die, regia di Ben Klein e James Lynch (2002)
- Thirteen Erotic Ghosts, regia di Fred Olen Ray (2002)
- The Bare Wench Project 3: Nymphs of Mystery Mountain, regia di Jim Wynorski (2002)
- Bare Wench Project: Uncensored, regia di Jim Wynorski (2003)
- Rock n' Roll Cops 2: The Adventure Begins, regia di Scott Shaw (2003)
- Delta Delta Die!, regia di Devin Hamilton (2003)
- Zombiegeddon, regia di Chris Watson (2003)
- Birth Rite, regia di Devin Hamilton (2003)
- Baberellas, regia di Chuck Cirino (2003)
- HorrorTales.666, regia di Chip Herman (2003)
- Treasure Hunt, regia di Jim Wynorski (2003)
- Blood Gnome, regia di John Lechago (2004)
- Tales from the Crapper, regia di Gabriel Friedman (2004)
- No Pain, No Gain, regia di Samuel Turcotte (2005)
- Exterminator City, regia di Clive Cohen (2005)
- Bare Wench: The Final Chapter, regia di Jim Wynorski (2005)
- Evil Ever After, regia di Brad Paulson (2006)
- Azira: Blood from the Sand, regia di Vinnie Bilancio e Scott Evangelista (2006)
- Chantal, regia di Tony Marsiglia (2007)
- The Devil's Muse, regia di Ramzi Abed (2007)
- Magus, regia di John Lechago (2008)
- The Lusty Busty Babe-a-que, regia di Jim Wynorski (2008)
- Space Girls in Beverly Hills, regia di Tim Colceri (2009)

### Televisione
- Playboy: Sexy Lingerie III (1991)
- Penthouse: Fast Cars Fantasy Women (1991)
- Penthouse: Ready to Ride (1992)
- Penthouse Satin & Lace (1992)
- Erotic Dreams (1992)
- Playboy: Sexy Lingerie IV (1992)
- Penthouse Satin & Lace II: Hollywood Undercover (1993)
- Penthouse: The All-Pet Workout (1993)
- Baywatch, serie TV, episodio 5x09 (1994)
- Penthouse: Party with the Pets (1994)
- Penthouse: 25th Anniversary Pet of the Year Spectacular (1994)
- Penthouse: Behind the Scenes (1995)
- Penthouse: All Access (1996)
- Heavenly Hooters (1997)
- Playboy: Rising Stars and Sexy Starlets (1998)
- Babewatch Biker Babes (1999)
- Devin's Barefoot Initiation (1999)
- Captain Jackson, serie TV, 3 episodi (1999)
- Desirable Liaisons, serie TV (1999)
- Centerfold Coeds: Girlfriends (2000)
- Playboy Exposed: Playboy Mansion Parties Uncensored (2001)
- The Man Show, serie TV, episodio 3x01 (2001)
- BabeWatch: Dream Dolls (2002)
- Exquisite Feet (2002)
- Barefoot Superstar (2003)
- Hellcats in High Heels 3 (2004)
- Dark Dreamers, serie TV 1 episodio (2011)

## Doppiaggio

### Videogiochi
- Johnny Mnemonic: The Interactive Action Movie (1995)
- Heavy Metal: F.A.K.K.² (2000)

## Doppiatori italiani
Nelle versioni in italiano delle opere in cui ha recitato, Julie Strain è stata doppiata da:
- Irene Di Valmo in Codice segreto: desiderio